# Westinghouse Electric Corporation
Westinghouse Electric Company, later Westinghouse Electric & Manufacturing Company was een van de grootste Amerikaanse elektriciteitsbedrijven. De firma kocht CBS in 1995 en werd omgedoopt tot CBS Corporation in 1997.

## Geschiedenis
Westinghouse is begonnen als Westinghouse Air Brake Company in 1869. Het bedrijf werd opgericht door uitvinder George Westinghouse (1846-1914) en maakte remsystemen voor stoomtreinen op basis van perslucht. Remmers op treinen moesten namelijk van wagon naar wagon rennen, vaak bovenlangs, om de rem op iedere wagon handmatig te bedienen. In 1872 verkreeg hij octrooi op de naar hem genoemde westinghouserem die tot heden in gebruik is bij de spoorwegen. Daarnaast voerde Westinghouse vele verbeteringen door in spoorseinen en richtte hij de Union Switch and Signal Company op om zijn bedachte seinen en treinbeveiligingssystemen te fabriceren en te installeren. Terwijl hij aan zijn luchtremsysteem werkte, zag hij hoe belangrijk het was om machines en gereedschappen te standaardiseren, een methode die hij later ging toepassen bij al zijn zakelijke belangen.
In 1884 richtte hij Westinghouse Electric Company op, twee jaar later omgedoopt tot Westinghouse Electric & Manufacturing Company. Westinghouse kocht de patenten van Nikola Tesla die betrekking hadden op een meerfasig wisselstroomsysteem, waarmee hij concurreerde met het gelijkstroomsysteem van Thomas Edison. Hij startte ook met elektriciteitstransport met hoogspanningskabels over lange afstanden en het opwekken van elektriciteit door middel van waterkrachtcentrales bij de Niagarawatervallen in 1896.

## Opsplitsing en verkoop
In 1997 nam Siemens AG het niet-nucleaire deel over, waaronder onder meer de divisies stoomturbines en generatoren vielen.
De nucleaire tak ging in 1999 verder als Westinghouse Electric Company.